# Liste von Persönlichkeiten der Stadt Eschwege
Die Liste von Persönlichkeiten der Stadt Eschwege enthält eine chronologisch geordnete Auswahl von Persönlichkeiten, die mit der Stadt Eschwege in Verbindung stehen. Diese Personen sind entweder Ehrenbürger der Stadt, in Eschwege geboren, haben in Eschwege gewirkt oder stehen in einer anderen Verbindung zu Eschwege.

## Söhne und Töchter der Stadt

### Bis 1900
- Otto Melander (1571–1640), Jurist, Diplomat am Wiener Hof, Sammler der „Joca Seria“ oder deutsch „Geschichten von Schimpf und Ernst“
- Nikolaus Christoph Müldener (1605–1656), Jurist und Gesandter zu den Verhandlungen in Osnabrück (Westfälischer Friede 1648)
- Johann Georg Brand (1645–1703), Professor der Mathematik in Marburg
- Johann Heinrich Horche (1652–1729), Mathematiker und Theologe, bedeutender Vertreter des Pietismus und Philadelphentums
- Heinrich Horch (1652–1729), separatistischer Mystiker
- Juliane von Hessen-Eschwege (1652–1693), Adlige aus dem Hause Hessen am schwedischen Hof
- Charlotte von Hessen-Eschwege (1653–1708), Adlige aus dem Hause Hessen, durch Heirat Fürstin von Bentheim-Tecklenburg
- Johann Christoph Vogeley (1759–1830), deutscher Tuchmacher, Raschmacher, Bürgermeister von Eschwege und Abgeordneter
- Christian Friedrich von Cochenhausen (1769–1839), Generalleutnant und Kriegsminister unter Kurfürst Wilhelm II. von Hessen, Bibliotheksgründer, initiierte die topographische Landesaufnahme
- Eobanus Friedrich Krebaum (1786–1845), bedeutender Orgelbaumeister der Region
- Carl Justus Heckmann (1786–1878), Kupferschmied und Industrieller
- Ferdinand von Eschwege (1790–1857), kurhessischer Generalleutnant, Mitglied der kurhessischen Ständeversammlung
- Johann Georg Wagner (1790–1868), kurhessischer Jurist
- Jacob Christoph Heinemann (1794–1863), Geschäftsmann, Unternehmer, „Lützower Jäger“ an der Seite Theodor Körners
- Ludwig Arnold (1798–1886), Jurist, Oberbürgermeister von Kassel, Präsident der kurhessischen Ständeversammlung, Direktionsmitglied der Landeskreditkasse
- Heinrich Dirks (1802–1872), Jurist und Mitglied der kurhessischen Ständeversammlung sowie des Preußischen Abgeordnetenhauses
- Georg Hermann Pfaff (1802–1857), Geheimer Finanzrat und Mitglied der kurhessischen Ständeversammlung
- Philipp Carl von Canstein (1804–1877), preußischer General der Infanterie, Ritter des Ordens Pour le Mérite
- Wilhelm Dunker (1809–1885), Geologe, Paläontologe, Zoologe, Malakologe, Gründer der Zeitschrift „Paläontographica“
- Carl Fink (1810–?), Rechtsanwalt und Landtagsabgeordneter
- Julius Schmincke (1811–1886), Theologe, Historiker
- Elise von Hohenhausen (1812–1899), Schriftstellerin, intime Freundin von Annette von Droste-Hülshoff
- Julius Martin (1812–1894), evangelischer Theologe, Generalsuperintendent und Mitglied der Ersten Kammer der kurhessischen Ständeversammlung
- Georg Adolph Ferdinand Eckhardt (1816–1903), Königlich Preußischer Kreisgerichtsobersekretär und Kanzleirat in Marburg
- Friedrich Ernst Gebhard (1823–1889), Bürgermeister und Ehrenbürger von Eschwege, Abgeordneter in der 2. Kammer der Ständeversammlung und im Kommunallandtag Kassel
- Eduard Gumpert (1834–1893), Mediziner in Manchester, befreundet mit Marx und Engels
- Julius W. Braun (1843–1895), Schriftsteller
- Sigismund Ungewitter (1853–1925), Reichsgerichtsrat
- Gustav Franz Viktor Brill (1853–1926), Arzt, Sanitätsrat und Abgeordneter des Provinziallandtages der Provinz Hessen-Nassau
- Julius Döhle (1855–1913), Abgeordneter des Provinziallandtages der Provinz Hessen-Nassau
- Oscar Tellgmann (1857–1936), (Hof-)Fotograf, auch bekannt durch seine Militär- und Manöverbilder
- Otto Heinemann (1864–1944), Prokurist bei Krupp in Essen, Vater des ehem. Bundespräsidenten Gustav Heinemann
- Josef Heer (1865–1932), deutscher Gewerkschaftsfunktionär und Politiker (USPD, SPD)
- Jakob Saame (1866–1938), Architekt
- Richard Katzenstein (1868–1942), Chemiker, Fabrikant, NS-Opfer
- Friedrich Hoßbach (1877–1971), Ehrenbürger und Abgeordneter des Provinziallandtages der Provinz Hessen-Nassau
- Fritz Stolzenberg (1879–1934), Bürgermeister, Mitglied des Provinziallandtages der Provinz Hessen-Nassau
- Margarete Kahn (1880–1942), 1. promovierte Frau der Stadt, Mathematikerin und Studienrätin, im KZ ermordet
- Ferdinand Grebestein (1883–1974), Kunstmaler
- Karl Humburg (1884–1978), Professor für Elektrotechnik
- Walter Döhle (1884–1945), Diplomat
- Paul Westheim (1886–1963), Kunstschriftsteller, Kunstkritiker, Herausgeber der Zeitschrift „Kunstblatt“, in Mexiko durch seine Arbeiten über die altmexikanische Kunst und indianische Architektur bekannt und verehrt
- Ludwig Pappenheim (1887–1934), SPD-Politiker, im KZ ermordet
- Hans Meinshausen (1889–1948), Schriftleiter der Rheinisch-Westfälischen Zeitung, Studienrat, Stellvertreter von Joseph Goebbels als NS-Gauleiter von Berlin und Stadtschulrat daselbst, Oberbürgermeister von Görlitz, hingerichtet in Dresden
- Eduard Weiter (1889–1945), letzter regulärer Lagerkommandant des Konzentrationslagers Dachau
- Friedrich Luther (1891–1968), Kunstmaler
- Grete Kletke (1892–1987), Mitglied des Hessischen Landtags 1950–1962; Vizepräsidentin 1958–1962
- Alfred Lomnitz (1892–1953), Maler und Grafiker
- Karl Eimer (1893–1948), Internist
- Otto Pipper (1895–1959), Gewerkschafter und Abgeordneter des Provinziallandtages von Hessen-Nassau
- Siegfried Bacharach (1896–1972), Kaufmann, Buchhändler, Zeitungs-Herausgeber, Redakteur und Autor
- Dorothea Lyding (1897–nach 1950), Politikerin (Ost-CDU)
- Caspar Heinrich Schwendt (1898–1966), Kunstmaler
- Rudolf Brill (1899–1989), Chemiker
- Heinrich Bartholomäus (1900–1960), Politiker (NSDAP), Oberbürgermeister von Worms

### 1901 bis 1950
- Werner Hartke (1907–1993), Altphilologe, Althistoriker und Wissenschaftsorganisator
- Grete Heilbrunn (1907–1983), Künstlerin, verheiratet mit dem Jenaer Glaskünstler Fritz Körner (1888–1955)
- Herta Heinemann (1913–1999), Opernsängerin, verheiratet mit dem Kapellmeister Fritz Müller (1905–1979)
- Friedrich Auffarth (1918–2004), Jurist, Richter am Bundesarbeitsgericht und zuletzt dessen Vizepräsident
- Martin Doernberg (1920–2013), evangelischer Pfarrer, Geiger und Komponist
- Shalhevet Freier (1920–1994), Mathematiker, israelischer Regierungsbeamter, versch. Posten im Bereich der Atom- und Kernenergiebehörden seines Landes
- Günther Schaumberg (1922–2017), Kunsterzieher, Maler und Paläontologe, Ehrendoktor der Universität Marburg
- Hanno Beck (1923–2018), Professor für Geschichte der Naturwissenschaften an der Universität Bonn, Humboldt-Forscher
- Martin Rosenstiel (* 1923), Kabarettist und Schauspieler
- Herbert Knierim (1924–2007), Politiker (CDU)
- Jürgen Runzheimer (1924–2012), Historiker, Heimatforscher und Buchautor
- Ludwig Larry Stein (1924–2009), Ingenieur in den USA, leitete 1983 bis 1989 die Restaurierung der Brooklyn Bridge in New York
- Gideon Schüler (1925–2017), Buchhändler, Verleger, Galerist und Lyriker
- Dieter Aschenbrenner (1928–2020), Hochschullehrer in Hannover
- Uwe Berger (1928–2014), Lyriker, Essayist und Erzähler
- Dieter Welzel (1929–2019), Maler, Werk- und Kunstpädagoge sowie Präsident der Hochschule für Bildende Künste Braunschweig
- Rolf Hochhuth (1931–2020), Schriftsteller und Dramatiker
- Ingrid Guentherodt (1935–2020), Sprachwissenschaftlerin
- Arnhelm Neusüß (* 1937), Politologe und Soziologe
- Wolfgang Schmitz (* 1937), Geologe sowie Politiker (CDU) und ehemaliges Mitglied des Sächsischen Landtages
- Judith Frei (* 1938), Äbtissin der Abtei Varensell
- Gisbert Beck (1939–1983), Polizist und Kommunalpolitiker, Opfer eines Amoklaufes
- Eckart Schäfer (1939–2018), Altphilologe
- Ulrich-Dieter Oppitz (* 1939), Ministerialrat
- Rotraut Sänger (* 1940), Lehrerin, Mitbegründerin des Hospiznetzwerks Werra Meißner, Trägerin des Bundesverdienstkreuzes
- Klaus Engelmann (* 1943), Jurist, Richter am Bundessozialgericht
- Menso Folkerts (* 1943), Wissenschafts- und Mathematikhistoriker
- Hartmut Schäfer (1943–2021), Archäologe und Kunsthistoriker
- Hans-Jürgen Schülbe (* 1944), Politiker (Die Grünen), ehemaliger hessischer Landtagsabgeordneter
- Peter Riemann (* 1945), Architekt, Autor und Hochschullehrer
- Aliza Olmert (* 1946), Schriftstellerin, Frau des ehemaligen israelischen Ministerpräsidenten Ehud Olmert
- Johannes Ritzkowsky (* 1946), Hornist und Dozent an einer Musikhochschule
- Bernd Schleicher (1947–2023), hessischer Politiker (SPD) und Abgeordneter des Hessischen Landtags
- Werner Stephan (* 1947), Bibliothekar
- Ernst Alexander von Eschwege (1948–2000), Filmregisseur
- Sam Gejdenson (* 1948), US-amerikanischer Politiker
- Reinhold Schlothauer (* 1948), Strafverteidiger und Rechtswissenschaftler
- Ralf Huwendiek (1948–2004), Rundfunkautor, Kabarettist und Liedermacher
- G. G. Anderson (* 1949), Schlagersänger, Texter, Komponist, Ehrenbürger von Eschwege
- York-Egbert König (* 1949), Historiker, Autor und Herausgeber, Mitarbeiter im Stadtarchiv Eschwege und im Stadtmuseum
- Gunther Mai (* 1949), Historiker
- Barbara Nauheimer (1949–2022), Diplom-Psychologin und Politikerin (Tierschutzpartei, parteilos)
- Hartmut Schickert (1950–2008), Autor und Übersetzer
- Lothar Kuhlen (* 1950), Rechtswissenschaftler

### Ab 1951
- Birgit Brandau (* 1951), Autorin und Übersetzerin
- Dieter Franz (* 1952), hessischer Politiker (SPD) und Abgeordneter des Hessischen Landtags
- Rita Russek (* 1952), Schauspielerin und Regisseurin
- Cornelia Kempers (* 1954), Schauspielerin
- Udo Wennemuth (* 1955), Historiker und Archivar
- Konrad Hammann (1955–2020), Kirchenhistoriker
- Norbert Schäfer (* 1956), Klavierpädagoge, Pianist und Komponist
- Peter Köhler (* 1957), Schriftsteller
- Edit Engelmann (* 1957), Schriftstellerin
- Dirk Dressler (* 1958), Neurologe und Psychiater
- Wolfgang Breul (* 1960), evangelischer Theologe und Hochschullehrer
- Martin Hochhuth (* 1960), Jurist, Rechtsphilosoph und Hochschullehrer
- Marc Föcking (* 1962), Romanist
- Matthias Bullach (* 1963), Schauspieler
- C. S. Mahrendorff (1963–2004), Schriftsteller
- Dirk Landau (* 1964), Politiker (CDU), Abgeordneter des Hessischen Landtags
- Wolfram Spyra (* 1964), Klangkünstler und Komponist
- Markus „Zimbl“ Zimmer (1964–2006), Sänger und Bassist der Musikgruppe The Bates
- Sabine Kliesch (* 1964), Medizinerin
- Duane Washington (* 1964), Basketballspieler
- Bernd Mosebach (* 1966), Fernsehjournalist, Leiter des ZDF-Studios Mecklenburg-Vorpommern
- Peter Franz Mittag (* 1966), Althistoriker und Numismatiker
- Anja Kühner (* 1967), Journalistin
- Christine Anderson (* 1968), Politikerin (AfD)
- Olaf Strieb (* 1969), Theaterregisseur und Theaterwissenschaftler
- Christian Lenk (1971–2022), Philosoph und Medizinethiker
- Jürgen Seibel (* 1971), Chemiker
- Markus Saur (* 1974), evangelischer Theologe und Hochschullehrer
- Selinde Missy Ramsey (* 1975), Produktionsmanagerin
- Markus Schulz (* 1975), DJ und Musikproduzent
- Wilhelm Gebhard (* 1976), Politiker (CDU)
- Stefan Schneider (* 1977), Politiker (CDU), Abgeordneter des Hessischen Landtags
- Sascha Nölke (* 1978), TV- und Filmeditor
- Francis Bugri (* 1980), Fußballspieler
- Lena Arnoldt (* 1982), Politikerin (CDU), Abgeordnete des Hessischen Landtags
- Nicole Rathgeber (* 1983), Kommunalpolitikerin und Juristin
- Niklas Waßmann (* 1985), Politiker (CDU), Abgeordneter des Thüringer Landtags
- Karina Fissmann (* 1987), Politikerin (SPD), Abgeordnete des Hessischen Landtags
- Phil Räbiger (* 1990), Handballspieler
- Felix Martin (* 1995), Politiker (Grüne), MdL
- Paul Hartmann (* 1998), Schauspieler
- Benedict Eggeling (* 1999), Ruderer
- Nina Voelckel (* 1999), Leichtathletin
- Maximilian Wills (* 2002), Enduro- und Motocrosssportler

## Persönlichkeiten, die vor Ort gewirkt oder gelebt haben
- Moritz von Hessen-Kassel (1572–1632), aus dem Haus Hessen, regierte Hessen-Kassel von 1592 bis 1627
- Agnes Magdalene von Anhalt-Dessau (1590–1626), Prinzessin von Anhalt-Dessau und durch Heirat Landgräfin von Hessen-Kassel
- Christian von Hessen-Wanfried (1689–1755), Landgraf von Hessen-Wanfried und von Hessen-Rheinfels
- Carl Adolph Eckhardt (1782–1839), Jurist, Prokurator und Abgeordneter im ersten kurhessischen Landtag. Ehrenbürger von Eschwege
- Elise von Hohenhausen (1789–1857), Dichterin, Entdeckerin und Förderin von Heinrich Heine
- Johann Adam Lemp (1793–1862), Bierbrauer und Gründer eines Brauereiimperiums in St. Louis
- Anton Jacob Spangenberg (1796–1882), Landbaumeister, Ehrenbürger
- Eugen Höfling (1808–1880), Mediziner und Schöpfer des Liedes „O alte Burschenherrlichkeit“
- Ludwig Mohr (1833–1900), Dichter, Lehrer, Heimatforscher
- August Wilhelm Eichler (1839–1887), Botaniker, Leiter des Botanischen Gartens in Berlin und Gründungsdirektor des Botanischen Museums in Dahlem
- Johannes Schanze (1846–1913), Rektor und Pionier des Berufsschulwesens
- Karl Friedrich Ernst Hempfing (1848–1915), Pfarrer und Schriftsteller
- Heinrich Burghardt Vocke (1853–1913), Bürgermeister und Abgeordneter des Provinziallandtages der Provinz Hessen-Nassau
- Edward Stendell (1854–1937), Lehrer, 1899–1920 Direktor der Friedrich-Wilhelm-Schule, Ehrenbürger
- Max Woelm (1875–1964), Gründer der chem.-pharmaz. Fabrik M. Woelm in Spangenberg (Nordhessen), später in Eschwege
- Konrad von Monbart (1881–1945), Verwaltungsjurist und seit 1937 Mitglied der NSDAP
- Lisa Heise (1883–1969), Autorin, Empfängerin von Rilkes Briefen an eine junge Frau, veröffentlichte auch ihre eigenen Briefe an Rilke
- Ernst Metz (1892–1973), Zeichner und Maler
- Wilhelm Schott (1893–1990), wurde als der hessische Mühlenmaler bekannt
- Walter Miritz (1895–1956), Maler und Grafiker
- Richard A. Diez (1904–1982), Generaldirektor von Massey Ferguson, erhielt am 24. August 1964 von Bürgermeister Thom die erstmals verliehene „Silberne Plakette“ der Stadt Eschwege[1]
- Vera von Bissing (1906–2002), Kunstfliegerin
- Julius Hackethal (1921–1997), Chirurg und Buchautor, 1946–50 Assistenz- und Oberarzt am Kreiskrankenhaus Eschwege
- Eitel Oskar Höhne (1922–1998), Mitglied des Hessischen Landtags 1950–70, Landrat des Landkreises Eschwege und des Werra-Meißner-Kreises 1961–1988, langjähriger Vorsitzender des Verwaltungsrates des Hessischen Rundfunks; geboren in Dresden
- Ruth Hammeran (1922–2007), Gymnasiallehrerin und Lyrikerin
- Laszlo Berkeczy (1925–2009), ungarischer, rumänischer und deutscher Bildhauer
- Dietrich Meister (1927–2014), Mitglied des Hessischen Landtags 1970–91
- Imelda Landgrebe (* 1927), von 1945 bis 1972 wohnhaft in Eschwege; Kreistagsabgeordnete und Stadtverordnete, Erste Ehrenbürgerin Wehretals, langjährige Vorsitzende der Gemeindevertretung, Trägerin des Bundesverdienstkreuzes 1. Klasse, der Goldenen Ehrennadel von Wehretal sowie der Ehrenmedaille der Stadt Eschwege
- Ursula Vaupel (1928–2018), deutsche Gymnasiallehrerin, Historikerin, Politikerin und Autorin
- Erika Wagner (1933–2011), Mitglied des Hessischen Landtags 1978–95, Vizepräsidentin 1991–95; geboren in Wanfried
- Bernd Baron von Maydell (1934–2018), Sozial- und Arbeitsrechtler, legte 1954 sein Abitur an der Friedrich-Wilhelm-Schule ab
- Herbert Fritsche (1934–2024), Historiker, Schulleiter der Friedrich-Wilhelm-Schule von 1982 bis 1999, Sachbuch-Autor zur Regionalgeschichte rund um die Kreisstadt Eschwege, Träger des Bundesverdienstkreuzes, Ehrenbürger
- Gerhard Rudolph († 1999), Bürgermeister von 1965 bis 1983
- Henning Schäfer (1942–2014), Arzt und Krimiautor
- Hartmut Holzapfel (1944–2022), hessischer Kultusminister 1991–99; geboren in Ringgau-Röhrda, bis zum Abitur in Eschwege
- Heinz Fromm (* 1948), 2000–2012 Präsident des Bundesamtes für Verfassungsschutz, bis zum Abitur in Eschwege
- Lothar Quanz (* 1949), hessischer Politiker (SPD) und Vizepräsident des hessischen Landtags, war lange Jahre als Lehrer an der Friedrich-Wilhelm-Schule in Eschwege tätig
- Karl Kollmann (* 1950), Historiker, Autor und Herausgeber, Leiter vom Stadtarchiv Eschwege und vom Stadtmuseum
- Jürgen Zick (* 1951), Bürgermeister von 1985 bis 2009
- Marco Weißhaupt (* 1972), Fußballspieler, spielte von 2009 bis 2010 beim SV 07 Eschwege
- Sheila Gaff (* 1989), Kampfsportlerin